# Diocèse de Santo Tomé
Le diocèse de Santo Tomé (en latin : Dioecesis Sancti Thomae in Argentina ; en espagnol : Diócesis de Santo Tomé) est un diocèse de l'Église catholique en Argentine, suffragant de l'archidiocèse de Corrientes.

## Territoire
Il comprend cinq départements de la province de Corrientes : General Alvear, Ituzaingó, Paso de los Libres, San Martín et Santo Tomé ce qui correspond à un territoire de 29 011 km2 divisé en 12 paroisses.
Le siège épiscopal est dans la ville de Santo Tomé où se trouve la cathédrale de l'Immaculée-Conception.

## Historique
Le diocèse est érigé le 3 juillet 1979 par la constitution apostolique Romani est Pontificis du pape Jean-Paul II en prenant une partie des territoires du diocèse de Goya et de l'archidiocèse de Corrientes. Santo Tomé est nommé suffragant de ce dernier.
Par la lettre apostolique Gratum fuit du 6 juin 1981, Jean-Paul II décrète que la Vierge Marie vénérée sous le vocable de Notre-Dame d'Itatí (es) est la patronne principale du diocèse avec saint Thomas comme patron secondaire.

## Évêques
- Carlos Esteban Cremata (3 juillet 1979 - 2 mars 1985)
- Alfonso Delgado Evers (20 mars 1986 - 25 février 1994), nommé évêque de Posadas
- Francisco Polti Santillán (13 juillet 1994 - 17 mai 2006), nommé évêque de Santiago del Estero
- Hugo Norberto Santiago (5 décembre 2006 - 21 septembre 2016), nommé évêque de San Nicolás de los Arroyos
- Gustavo Alejandro Montini, depuis le 16 décembre 2016